# Urtatau
Urtatau (ros. Уртатау; baszk. Уртатау) – wieś (ros. деревня, trb. dieriewnia) w Baszkirii w rejonie dawlekanowskim. 1 stycznia 2009 roku wieś zamieszkiwało 65 osób, z których 68% stanowili Tatarzy, a 29% Baszkirzy.